# Compuerta tipo basculante
Compuerta basculante o clapeta o chapaleta puede ser utilizada tanto en la cima del vertedero de una presa como instalado en el fondo de un río o canal

## Aplicación de la compuerta basculante enVenecia

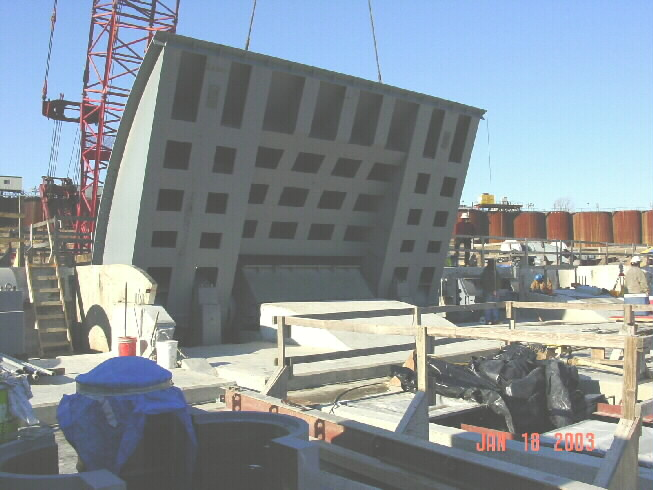
Compuerta basculante en proceso de instalación.

Para el control de las llamadas "aguas altas" en la laguna de Venecia se ha comenzado a construir en el 2004 una serie de 78 compuertas de este tipo para controlar la entrada del agua de mar en la laguna en los momentos en que se producen las mareas máximas. La operación de estas compuertas se hará a través del llenado o vaciado del cuerpo de la misma. Para abrirla se bombea agua al interior del cuerpo de la compuerta, y para cerrarla se bombea aire, como se muestra en la figura abajo.

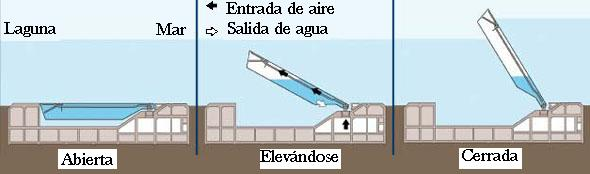
Compuerta basculante en funcionamiento.

Este tipo de compuertas presenta la ventaja que al estar abierta no interfiere con la navegación ni opone resistencia al pasaje del agua.

## Uso como elemento auxiliar
En algunos casos, las compuertas tipo sector y tipo segmento, están equipadas en su parte superior de un elemento basculante, generalmente operado por medio de pistones neumáticos o hidráulicos. Bajando este elemento basculante se consigue descargar cantidades limitadas de agua, y eliminar elementos fluctuantes del embalse.